# Filippo di Kleve-Ravenstein
Filippo di Kleve-Ravenstein, noto anche come Filippo di Cleves e soprannominato in francese Philippe Monsieur (Le Quesnoy, 1459 – Wijnendale, 28 gennaio 1528), è stato un nobile e militare francese.
Fu comandante militare dapprima per Massimiliano I d'Austria, poi per i ribelli fiamminghi ed infine per il Regno di Francia.

## Biografia

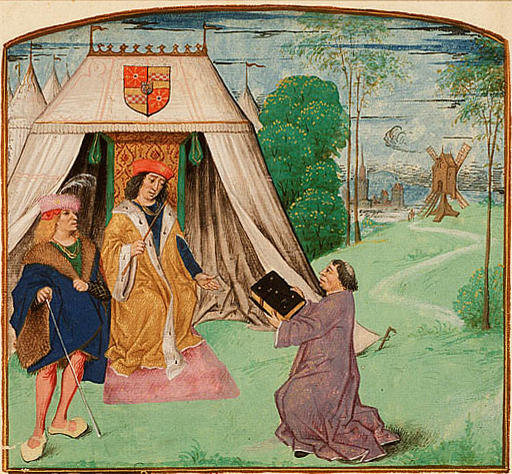
Jean Molinet presenta il suo libro a Filippo di Kleve-Ravenstein.

Filippo era figlio di Adolfo di Kleve-Ravenstein (1425–1492, nipote del duca di Borgogna, Giovanni Senza Paura) e dell'infanta Beatrice del Portogallo (m. 1462, figlia dell'infante Pietro del Portogallo, duca di Coimbra). Filippo crebbe assieme a Maria di Borgogna perché suo padre si risposò con Anna di Borgogna, zia e tutrice di Maria.
Philippe Monsieur, come veniva chiamato, sposò nel 1485 Francesca di Lussemburgo, figlia di Pietro II di Lussemburgo-Saint-Pol, signore di Enghien. Il matrimonio non produsse eredi.
Dal 1477, Filippo di Kleve divenne comandante militare delle Fiandre francesi e combatté contro i francesi. Nel 1482 ristabilì l'ordine nel Principato episcopale di Liegi dopo l'assassinio del principe Luigi di Borbone, vescovo di Liegi ad opera di Guglielmo I de La Marck.
Quando Massimiliano d'Austria venne chiamato in Germania nel 1486 per succedere a suo padre Federico III, Filippo di Kleve prese il governo dei Paesi Bassi assieme ad Engelberto II di Nassau ed al cancelliere Jean Carondelet. Egli fu inoltre Ammiraglio delle Fiandre dal 1485 al 1488.
Dopo il ritorno di Massimiliano, Filippo prese parte attivamente alla soppressioen della rivolta delle città fiamminghe (Ieper, Bruges e Gand). Quando Massimiliano venne preso prigioniero a Bruges, Filippo si offrì di prendere il suo posto come ostaggio, così che Massimiliano poté essere rilasciato il 16 maggio 1488 a condizione di garantire maggiori libertà alle città. Una volta rilasciato, ad ogni modo, Massimiliano si rifiutò di onorare l'accordo sottoscritto. Profondamente colpito dal tradimento del suo signore Filippo aderì alle città ribelli e divenne loro comandante militare. Tentò di concludere un'alleanza con re Carlo VIII di Francia, ma ricevette ben poco supporto militare. Altri tentativi di alleanza vennero fatti con gli Hoeken e Kabeljauwen, col Brabante e con Liegi ma non portarono a nulla. Venne costretto ad arrendersi con la sua ultima roccaforte, Sluis, il 12 ottobre 1492. Nella sua allegoria, il Weisskunig, Massimiliano disse che fu il "re blu" a portargli via Filippo, anche se la famiglia di Kleve aveva passato anni e anni a cambiare parte e quindi per i contemporanei anche questa variazione di bandiera di Filippo non fu una novità.
Dopo la rivolta, Filippo accompagnò re Luigi XII di Francia nella sua invasione dell'Italia, e divenne viceré di Genova. Dopo alcuni anni, gli venne permesso di fare ritorno nei Paesi Bassi e visse al castello di Enghien sino alla morte di sua moglie nel 1523 quando il castello passò a sua cognata Maria di Lussemburgo, contessa di Vendôme. Filippo visse gli ultimi cinque anni della sua vita al Castello di Wijnendale.
Malgrado gli sforzi del suo amico Charles I de Lalaing, Filippo non venne mai ammesso tra i cavalieri dell'Ordine del Toson d'oro.

## Ascendenza
|                             |                           |                           | Genitori                                   |  |  | Nonni |  |  | Bisnonni           |  |  | Trisnonni        |  |
|                             |                           |                           |                                            |  |  |       |  |  | Adolfo III di Mark |  |  | Adolf II di Mark |  |
|                             |                           |                           |                                            |  |  |       |  |  | Adolfo III di Mark |  |  | Adolf II di Mark |  |
|                             |                           | Margarethe di Kleve       |                                            |  |  |       |  |  | Adolfo III di Mark |  |  |                  |  |
| Adolfo I di Kleve           |                           |                           |                                            |  |  |       |  |  | Adolfo III di Mark |  |  |                  |  |
|                             |                           | Margarethe di Jülich-Berg | Gerardo I di Jülich-Berg                   |  |  |       |  |  |                    |  |  |                  |  |
|                             |                           | Margarethe di Jülich-Berg | Gerardo I di Jülich-Berg                   |  |  |       |  |  |                    |  |  |                  |  |
|                             |                           | Margarethe di Jülich-Berg | Margarethe von Ravensberg                  |  |  |       |  |  |                    |  |  |                  |  |
| Adolfo di Kleve-Ravenstein  |                           | Margarethe di Jülich-Berg |                                            |  |  |       |  |  |                    |  |  |                  |  |
|                             |                           | Giovanni di Borgogna      | Filippo II di Borgogna                     |  |  |       |  |  |                    |  |  |                  |  |
|                             |                           | Giovanni di Borgogna      | Filippo II di Borgogna                     |  |  |       |  |  |                    |  |  |                  |  |
|                             |                           | Giovanni di Borgogna      | Margherita III di Fiandra                  |  |  |       |  |  |                    |  |  |                  |  |
| Maria di Borgogna           |                           | Giovanni di Borgogna      |                                            |  |  |       |  |  |                    |  |  |                  |  |
|                             |                           | Margherita di Baviera     | Alberto I di Baviera                       |  |  |       |  |  |                    |  |  |                  |  |
|                             |                           | Margherita di Baviera     | Alberto I di Baviera                       |  |  |       |  |  |                    |  |  |                  |  |
|                             |                           | Margherita di Baviera     | Margherita di Brieg                        |  |  |       |  |  |                    |  |  |                  |  |
| Filippo di Kleve-Ravenstein |                           | Margherita di Baviera     |                                            |  |  |       |  |  |                    |  |  |                  |  |
|                             | Giovanni I del Portogallo | Pietro I del Portogallo   |                                            |  |  |       |  |  |                    |  |  |                  |  |
|                             | Giovanni I del Portogallo | Pietro I del Portogallo   |                                            |  |  |       |  |  |                    |  |  |                  |  |
|                             | Giovanni I del Portogallo | Teresa Lourenço           |                                            |  |  |       |  |  |                    |  |  |                  |  |
| Pietro d'Aviz               | Giovanni I del Portogallo |                           |                                            |  |  |       |  |  |                    |  |  |                  |  |
|                             |                           | Filippa di Lancaster      | Giovanni Plantageneto, I duca di Lancaster |  |  |       |  |  |                    |  |  |                  |  |
|                             |                           | Filippa di Lancaster      | Giovanni Plantageneto, I duca di Lancaster |  |  |       |  |  |                    |  |  |                  |  |
|                             |                           | Filippa di Lancaster      | Bianca di Lancaster                        |  |  |       |  |  |                    |  |  |                  |  |
| Beatrice di Aviz            |                           | Filippa di Lancaster      |                                            |  |  |       |  |  |                    |  |  |                  |  |
|                             |                           | Giacomo II di Urgell      | Pietro II di Urgell                        |  |  |       |  |  |                    |  |  |                  |  |
|                             |                           | Giacomo II di Urgell      | Pietro II di Urgell                        |  |  |       |  |  |                    |  |  |                  |  |
|                             |                           | Giacomo II di Urgell      | Margherita del Monferrato                  |  |  |       |  |  |                    |  |  |                  |  |
| Isabella di Urgell          |                           | Giacomo II di Urgell      |                                            |  |  |       |  |  |                    |  |  |                  |  |
|                             |                           | Isabella di Aragona       | Pietro IV d'Aragona                        |  |  |       |  |  |                    |  |  |                  |  |
|                             |                           | Isabella di Aragona       | Pietro IV d'Aragona                        |  |  |       |  |  |                    |  |  |                  |  |
|                             |                           | Isabella di Aragona       | Sibilla di Fortià                          |  |  |       |  |  |                    |  |  |                  |  |
|                             |                           | Isabella di Aragona       |                                            |  |  |       |  |  |                    |  |  |                  |  |